# La Higuerita, Michoacán de Ocampo
La Higuerita är en ort i Mexiko.   Den ligger i kommunen Los Reyes och delstaten Michoacán de Ocampo, i den södra delen av landet, 400 km väster om huvudstaden Mexico City. La Higuerita ligger 1 293 meter över havet och antalet invånare är 1 366.
Terrängen runt La Higuerita är huvudsakligen kuperad. La Higuerita ligger nere i en dal. Runt La Higuerita är det ganska tätbefolkat, med 93 invånare per kvadratkilometer. Närmaste större samhälle är Peribán de Ramos, 13,2 km sydost om La Higuerita. Omgivningarna runt La Higuerita är en mosaik av jordbruksmark och naturlig växtlighet.